# Leptagrion afonsoi
Leptagrion afonsoi – gatunek ważki z rodziny łątkowatych (Coenagrionidae). Endemit południowo-wschodniej Brazylii; znany tylko z miejsca typowego na górze Pico do Sol w gminie Santa Bárbara w stanie Minas Gerais. Holotyp, samca, odłowił w 1988 roku student entomologii Afonso Pelli, którego imieniem gatunek ten został nazwany.